# Storia delle campagne dell'esercito romano in età tardo-imperiale
La storia delle campagne dell'esercito romano in età tardo-imperiale rappresenta una cronologia di tutte le campagne militari da Diocleziano (284) alla caduta dell'Impero romano d'Occidente (476).

## Contesto storico
Verso la metà del IV secolo la pressione delle tribù germaniche sui confini del Danubio e del Reno era diventata molto forte, incalzata dagli Unni provenienti dalle steppe centro-asiatiche (probabilmente la stessa popolazione, ricordata con il nome di Hsiung-Nu, che un secolo prima avevano insidiato l'Impero cinese presso la Grande Muraglia). L'irruzione degli Unni sullo scacchiere europeo modificò profondamente i caratteri degli attacchi germanici contro il territorio romano: se durante il III secolo la modalità prevalente era stata quella delle incursioni con finalità di saccheggio, esaurite le quali le varie tribù, federazioni o coalizioni facevano ritorno nei loro insediamenti posti immediatamente al di là del Limes romano, nel IV presero avvio migrazioni di massa verso l'Impero. In questo processo, a spostarsi erano non soltanto più i guerrieri, ma l'intero popolo, in cerca di nuove aree di stanziamento; la migrazione, comunque, non sostituì completamente la razzia, ma le due modalità si intersecarono e si sovrapposero ripetutamente. Contemporaneamente sul fronte orientale gli scontri che continuavano a susseguirsi ormai da oltre due secoli avevano creato una situazione di costante allerta tra i due imperi, che forse non comprendevano ancora l'utilità di una non belligeranza tra i due contendenti, per potersi concentrare definitivamente contro le orde barbariche provenienti dalle steppe del Nord Europa ed Asia.

## Forze in campo
Diocleziano riformò ed organizzò l'esercito romano che era uscito dalla grande crisi del III secolo. Alcuni suoi atti erano già stati in parte preceduti dalle trasformazioni volute dai suoi predecessori (in particolare da Gallieno che aveva introdotto la distinzione tra unità stabili alla frontiera - limitanee e ripariane - ed unità mobili nelle retrovie ovvero "riserva strategica").
La nuova riorganizzazione militare di Diocleziano e perfezionata da Costantino I portò a raddoppiare il numero delle legioni (oltre 60) pur dimezzandone gli effettivi rispetto a quelle del principato, per meglio distribuire le forze lungo i confini imperiali ed a ridosso delle stesse in profondità.

## Fasi della cronologia: dal 284 al 476

### La tetrarchia di Diocleziano (284-305)
Con la morte dell'imperatore Numeriano nel novembre del 284, a cui il padre Caro aveva affidato l'Oriente romano, ed il rifiuto delle truppe orientali di riconoscere in Carino (il primogenito di Caro) il naturale successore, fu elevato alla porpora imperiale un validissimo generale di nome Diocleziano. La guerra civile che ne scaturì vide, la sconfitta e morte di Caro in seguito ad una congiura ad opera dello stesso Diocleziano (primavera del 285).
Ottenuto il potere, Diocleziano creò prima nel 285-286 una diarchia, in cui i due imperatori si dividevano l'impero su base geografica (Oriente ed Occidente). Nel 293, vista la crescente difficoltà a mantenere l'ordine sia interno che esterno ai confini imperiali, si procedette a un'ulteriore divisione funzionale e territoriale con la creazione di una Tetrarchia.

### Costantino ed i Costantinidi (306-363)

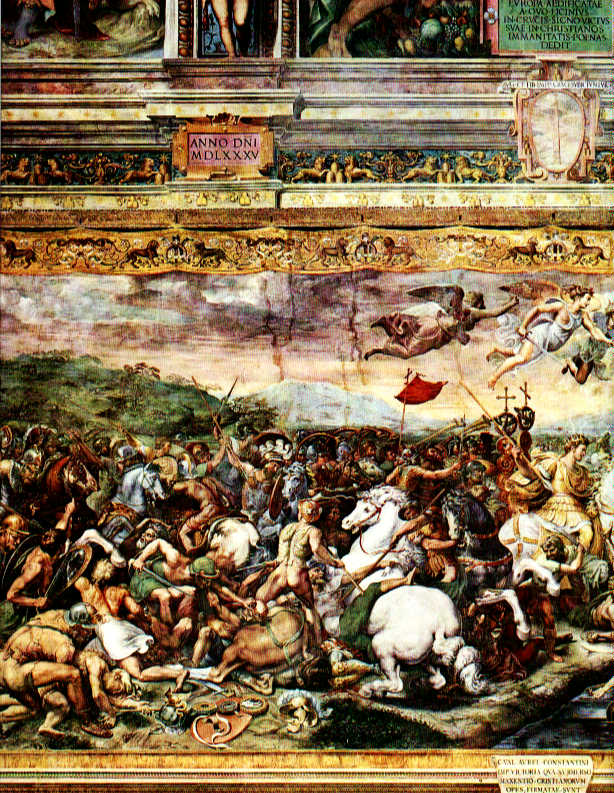
Battaglia di Ponte Milvio di Giulio Romano (1499–1546). Stanze di Raffaello dei Musei Vaticani.

A questo punto, una forma di stabilità si affacciò di nuovo sull'impero, diviso ora, dopo la riforma di Diocleziano, in una Tetrarchia che affiancava due imperatori maggiori e due minori, un sistema che seppe tener lontane le guerre civili per po' di tempo, fino al 306. In quell'anno, le relazioni tra i tetrarchi collassarono per sempre e Costantino I, Licinio, Massenzio e Massimino Daia entrarono in urto tra loro per il controllo dell'impero.
Nella battaglia di Torino Costantino sconfisse Massenzio una prima volta. A questa seguì una nuova battaglia presso Verona per concludersi con lo scontro decisivo avvenuto presso Ponte Milvio, presso i Saxa Rubra sulla via Flaminia, alle porte di Roma, il 28 ottobre del 312. Con la morte di Massenzio, tutta l'Italia passò sotto il controllo di Costantino. Frattanto Licinio superò Massimino nella battaglia di Tzirallum del 313. Rimanevano ora solo due augusti: Costantino in Occidente e Licinio in Oriente.
Dopo una breve tregua tra i due augusti superstiti alla prima fase della guerra civile, scoppiò una prima guerra per il possesso dell'Illirico nel 316, dove Costantino batté Licinio in due differenti battaglie: a Cibalae ed a Mardia. La tregua durò per sette anni, tanto che nel 324 i due contendenti ripresero le armi, e Costantino ebbe la meglio sul rivale, prima ad Adrianopoli, poi nell'Ellesponto ed infine nella battaglia di Crisopoli.
Il figlio di Costantino, Costanzo II, ereditò il potere del padre alla sua morte (avvenuta nel 337) e in seguito sconfisse l'usurpatore Magnenzio, una prima volta nella battaglia di Mursa Maggiore e quindi nella battaglia del monte Seleuco.
In generale possiamo dire che nei primi quarant'anni del IV secolo, la sicurezza interna migliorò rispetto al secolo precedente e in molte zone dell'impero si assistette anche a una timida ripresa demografica e economica. Infatti il flusso dell'immigrazione, forzata o volontaria, sembrò ridursi. Tuttavia, soprattutto negli ultimi anni, furono frequenti le spedizioni punitive nei confronti di Franchi, sul basso Reno, e di Goti e Sarmati lungo il Danubio.
In particolare, sul fronte del Danubio, vi fu una prima campagna da parte di Costantino sul Mar d'Azov nel 322: poiché quelli erano territori del collega Licinio le operazioni portarono ad una ulteriore rottura tra i due. Negli anni successivi vi fu la costruzione di un ponte di pietra sul Danubio per agevolare la sorveglianza sulle terre al di là del fiume. La campagna più importante però, fu quella del 332 contro i Goti, al seguito del quale fu imposto un accordo secondo il quale i Goti si sottomettevano all'Impero pur rimanendo nelle loro terre al di là del Danubio, e si impegnavano a fornire 40 000 uomini in caso di guerra.

#### Le invasioni barbariche nel dopo Costantino I

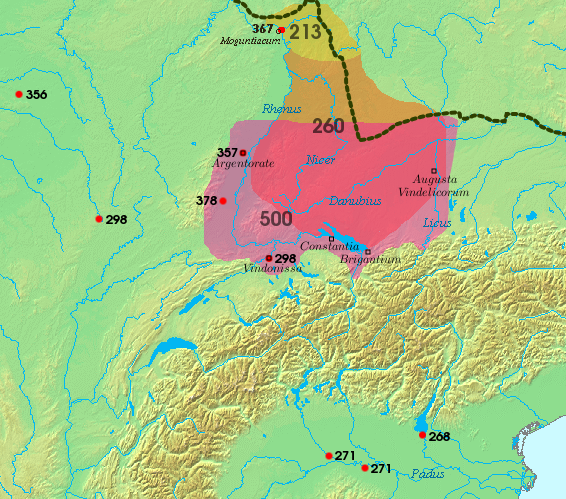
Area occupata dagli Alamanni, con i siti delle battaglie con i Romani, dal III al VI secolo.

Sebbene il problema dei grandi raggruppamenti tribali accalcati alle porte dell'impero non differisse da quanto Roma aveva già conosciuto nei secoli precedenti, le invasioni barbariche del III secolo segnarono una marcata crescita nella minaccia globale, anche se è non chiaro se il fenomeno fosse dovuto ad un aumento della pressione esterna, o se dipendesse invece, da una diminuita capacità di Roma nel fronteggiare la minaccia.
I continui sconfinamenti da parte degli Alemanni indussero Costantino II a nominare Cesare suo cugino Giuliano incaricandolo di difendere il fronte del Reno. Le campagne di Giuliano durarono dal 356 al 357, anni in cui si svolsero nel 356 la battaglia di Reims, e nel 357 la battaglia di Strasburgo, al seguito della quale furono imposti dure condizioni di pace che prevedevano la restituzione dei prigionieri romani, la consegna forzata di vettovaglie per l'esercito, la fornitura di materiali di costruzione e di manodopera per i lavori di costruzione.
Al contempo, i Franchi compivano raid attraverso il Mare del nord e il Canale della Manica,  occupando le terre sul delta del Reno e riuscendo ad insediarsi perfino a Colonia. I Vandali premevano lungo il Reno, gli Iutungi sul Danubio, gli Iazigi, i Carpi e i Taifali tormentavano la Dacia, e i Gepidi si univano a Goti ed Eruli in azioni lungo il Mar Nero. I Goti, grazie agli accordi stipulati con Costantino, in questo frangente non diedero preoccupazioni all'imperatore Costanzo II. Addirittura iniziò un processo di conversione al cristianesimo: nel 348 il primo vescovo dei Goti, Ulfila, tradusse la Bibbia nella loro lingua. 
Circa nello stesso periodo, tribù poco conosciute come Baquati e Quinquegentanei razziavano la provincia d'Africa.
All'inizio del V secolo, la pressione sui confini occidentali di Roma crebbe d'intensità. Ma non erano quei soli confini ad essere sotto tiro: era la stessa Roma ad essere minacciata, sia sul fronte interno che sui suoi limiti orientali.

#### Lotta con l'Impero sasanide (284–363)
Tra Roma e l'Impero sasanide, dal 297 al 337, si stabilì una pace duratura, grazie ad un trattato tra Narseh e Diocleziano, che determinò un'espansione verso oriente di Roma con la creazione di cinque piccole province a est del Tigri. Tuttavia, appena morto Costantino nel 337, Sapore II disattese il trattato e diede inizio a un nuovo conflitto destinato a durare ventisei anni, durante i quali cercò, con scarso successo, di conquistare le fortezze romane della regione. Dopo gli iniziali successi sasanidi, tra cui la battaglia di Amida del 359 e l'assedio di Pirisabora del 363, l'imperatore Giuliano incontrò Sapore quello stesso anno nella battaglia di Ctesifonte, di fronte alle mura della capitale persiana. I Romani vinsero ma non riuscirono a prendere la città: attorniati da territori ostili, in posizione vulnerabile, furono costretti a ripiegare. Giuliano morì in battaglia a Samarra, durante la ritirata, forse ucciso da uno dei suoi stessi uomini. I Romani furono costretti a firmare una pace definita da molte fonti "vergognosa" che li costrinse a rinunciare a città di frontiera come Nisibi e Singara, oltre alle cinque province al di là del Tigri conquistate da Diocleziano.
Vi furono ancora molte altre guerre, ma tutte di breve durata e su piccola scala, dal momento che, nel V secolo, sia i Romani che i Sasanidi furono costretti a vedersela con minacce provenienti da ogni dove. Una guerra contro Bahram V, nel 420, fu dovuta a delle persecuzioni di cristiani in Persia: fu un breve conflitto che si concluse ben presto con un trattato così come breve fu anche la successiva guerra del 441 contro Yazdgard II, conclusa in fretta con un accordo quando entrambe le parti si trovarono a dover contrastare minacce altrove.

### Da Valentiniano I a Teodosio: tra Occidente ed Oriente (364–395)
Anche i successivi imperatori Valente e Teodosio dovettero vedersela con degli usurpatori che sconfissero, rispettivamente, nella battaglia di Tiatira, nella battaglia della Sava e in quella del fiume Frigido.

#### Invasioni sotto Valentiniano e Valente (364-375)
Spentosi Gioviano, i soldati elessero imperatore in Bitinia Valentiniano I, il quale, per richiesta dell'esercito, associò al trono suo fratello Valente. Valentiniano avrebbe governato le province dell'Impero d'Occidente, mentre Valente quelle dell'Impero d'Oriente. I due nuovi imperatori dovettero affrontare minacce esterne su tutti i fronti: secondo Ammiano Marcellino, a quei tempi la Gallia e la Rezia erano devastate dagli Alemanni, la Pannonia dai Sarmati e dai Quadi, la Britannia dai Sassoni, Scoti e Attacotti, mentre l'Africa era esposta ai saccheggi dei Mauri e degli Austuriani, e la Tracia era devastata dai Goti; anche l'Armenia, inoltre, era minacciata dallo scià di Persia Sapore II.
Come se non bastasse, in Oriente si verificò l'usurpazione di Procopio, il quale minacciò seriamente il trono di Valente, fino a quando l'Imperatore legittimo non riuscì ad aver la meglio sull'usurpatore nella battaglia di Tiatira. Dopo aver represso l'usurpazione, Valente decise di intraprendere una spedizione punitiva contro i Goti, rei di aver appoggiato l'usurpazione di Procopio. Varcò il Danubio attraverso un ponte di navi, senza però trovare esercito che gli si opponesse, perché i Goti, terrorizzati, avevano cercato riparo su monti inaccessibili; l'anno successivo, Valente tentò di nuovo di varcare il Danubio, ma ne fu impedito dalle acque del fiume; nel terzo anno consecutivo di campagne contro i Goti, l'esercito di Valente penetrò di nuovo in territorio gotico, assalendo i Greutungi e mettendo in fuga il re goto Atanarico; una volta ritornato a Marcianopoli per svernarvi, Valente ricevette le richieste di pace di Atanarico, il quale affermava che i Goti, ormai oppressi dalla mancanza delle cose più necessarie a causa della guerra e dell'interruzione dei commerci, avrebbero accettato una pace a condizioni giuste; Valente accettò e firmò la pace con Atanarico su una barca sul Danubio, per richiesta del re goto che si rifiutava di mettere piede su suolo romano.
Nel frattempo l'Imperatore Valentiniano decise di porre la propria residenza imperiale a Treviri nel tentativo di porre fine alle incursioni degli Alamanni, i quali avevano sconfitto i generali Cariettone e Severiano: il suo generale Giovino nel 367 riuscì finalmente a infliggere una significativa sconfitta agli Alamanni nei pressi di Scarponna, che gli valse la nomina a console. Una volta associato al trono il figlio Graziano, Valentiniano decise di varcare con il suo esercito il Reno per condurre una spedizione punitiva contro gli Alamanni, infliggendo loro una grave sconfitta nella battaglia di Solicinium (367), nella quale, pur rischiando di finire in un'imboscata, arrivò vicino addirittura a sterminare l'intero esercito alamanno. Nel frattempo Valentiniano decise di migliorare le fortificazioni sul Reno, costruendo nuove fortificazioni e migliorando le fortificazioni preesistenti. Riuscì inoltre a contrastare l'invasione delle Gallie ad opera dei Sassoni: l'Imperatore Valentiniano inviò contro gli invasori le truppe di Severo, il quale riuscì a indurre i Sassoni ad accettare la pace e il ritiro senza nemmeno combattere; alcuni sassoni si arruolarono nell'esercito romano, mentre al resto fu concesso il ritorno nelle loro terre; in realtà, Severo ordinò al suo esercito di tendere un'imboscata ai Sassoni sulla via del ritorno, stratagemma che ebbe successo e permise ai Romani di sterminare completamente gli invasori. Valentiniano non riuscì però a catturare il re degli Alamanni Macriano, per l'insubordinazione dei soldati romani, che fecero fallire il tentativo di imboscata al capo tribale alamanno, né la sua tattica di mettere i Burgundi contro gli Alamanni ebbe particolare successo; anche se il Conte Teodosio, appena ritornato trionfante dalla Britannia, inflisse una netta sconfitta agli Alamanni, trapiantando i prigionieri nei pressi del Po, Macriano rimaneva comunque un avversario temibile e nel 374, dovendo pacificare il limes renano per contrastare le razzie dei Quadi nell'Illirico, l'Imperatore decise di stringere un trattato di alleanza con Macriano, per poter avere mano libera per occuparsi delle invasioni dei Quadi.
Nel frattempo, intorno al 369, una grave notizia raggiunse Valentiniano a Treviri: la Britannia era stata devastata interamente da Pitti, Attacotti e Scoti, i quali avevano ucciso i generali Nettarido e Fullofaude; Valentiniano inviò allora in Britannia truppe sotto il comando dapprima di Severo, poi di Giovino e Protervuide, ma, di fronte agli insuccessi subiti, decise finalmente di inviare in soccorso dell'isola il valoroso Conte Teodosio: sbarcato in Britannia, Teodosio riuscì a porre fine alle incursioni nemiche, annientando gli invasori e ripristinando la pace in Britannia: vinti gli incursori, ripristinata la pace, Teodosio riuscì persino a recuperare alcuni territori persi in precedenza, costituendo una nuova provincia romana che prese il nome di Valentia in onore di Valentiniano I.
L'Africa nel frattempo era minacciata dalle incursioni dei Mauri mentre la Panfilia e la Cilicia dalle incursioni degli Isauri. La Tripolitania, in particolare, continuava ad essere saccheggiata impunemente dagli Austriani, con il pretesto di dover vendicare l'uccisione di uno di loro, tal Stacao, giustiziato a loro dire ingiustamente dai Romani; essendo la città di Leptis minacciata dalle incursioni nemiche, i suoi abitanti implorarono l'aiuto del Conte d'Africa Romano, il quale però rispose che sarebbe intervenuto solo se gli avessero fornito vettovaglie e quattromila cammelli, richiesta che gli abitanti non poterono soddisfare; di fronte al comportamento deplorevole del Conte d'Africa, il quale non muoveva un dito contro gli invasori a meno che non i cittadini non gli versassero un tributo, gli abitanti di Leptis inviarono un'ambasceria presso Valentiniano per deplorare il comportamento del loro Conte; Valentiniano inviò dunque Palladio affinché verificasse la veridicità dell'esposto dei cittadini di Leptis, ma il Conte Romano riuscì a insabbiare tutto ottenendo delle informazioni compromettenti su Palladio e ricattandolo: se avesse spifferato all'Imperatore le malefatte del Conte Romano, quest'ultimo avrebbe riferito a Valentiniano anche i misfatti compiuti in passato da Palladio; Palladio mentì dunque all'Imperatore, convincendolo che gli abitanti di Leptis si lamentavano a torto; Valentiniano fece giustiziare gli ambasciatori accusandoli di menzogna, e il Conte disonesto poté mantenere il posto fino ai tempi della rivolta di Firmo, quando il Conte Teodosio, inviato da Valentiniano in Africa per sopprimere la rivolta, scoprì tutto e lo fece processare. Il Conte Romano, intendendo vendicare l'assassinio di Zamma, figlio del capo dei Mauri e ucciso dal suo stesso fratello Firmo, accusò Firmo di molti crimini volendo la sua rovina; poiché i contatti privilegiati che Romano aveva con la corte impedirono ogni valida difesa di Firmo, quest'ultimo, disperando per la propria salvezza, si rivoltò, devastando le province africane; Valentiniano, informato, inviò quindi in Africa il Conte Teodosio, per porre fine alla rivolta; con una serie di vittorie Teodosio represse con successo la rivolta di Firmo, che, nella disperazione di essere catturato vivo, si suicidò.
La Pannonia, nel frattempo, fu invasa dai Quadi, adirati con l'Impero perché l'Imperatore aveva cominciato a costruire fortificazioni nei loro territori e un ufficiale imperiale aveva ucciso in un banchetto il loro capo tribale, Gabinio; i Quadi, varcato il Danubio, e unitesi con i Sarmati, devastarono le province illiriche, sconfiggendo ben due legioni romane; nel frattempo, il futuro imperatore Teodosio, all'epoca governatore militare della Mesia, riuscì a infliggere diverse sconfitte ai Sarmati. Nel 374 Valentiniano, letta la relazione del prefetto Probo sulle incursioni devastanti che avevano colpito l'Illirico, decise di marciare egli stesso alla testa delle sue truppe contro gli invasori. Nella primavera successiva Valentiniano si mosse da Treviri giungendo a Carnuntum, da dove qualche mese dopo penetrò nel paese dei Quadi con il suo esercito, devastando e uccidendo. I Quadi, messi alle strette, inviarono un'ambasceria presso l'Imperatore per implorare la pace: l'Imperatore, adirato per le loro insolenti parole, perse il controllo di sé stesso al punto che fu colpito da un attacco apoplettico e spirò, dopo dodici anni di regno. Gli succedettero in Occidente i figli Graziano e Valentiniano II.

#### La guerra gotica (376-382)

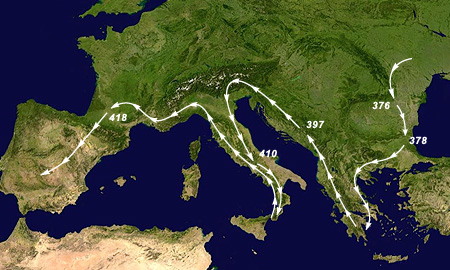
Migrazione principale dei Visigoti

Ma la minaccia maggiore fu quella delle tribù gote, che minacciate dall'espansionismo verso occidente degli Unni, decisero di migrare in territorio romano. Nel 376 due popolazioni gote, Grutungi e Tervingi, inviarono ambasciatori ad Antiochia per chiedere all'Imperatore d'Oriente Valente ospitalità in Tracia. Valente, impegnato sul fronte persiano ed essendo impossibilitato a impedire il passaggio all'interno dei confini dei Barbari essendo il Danubio sguarnito di truppe, accettò ma, per limitare i danni, fece attraversare il Danubio solo ai Tervingi, tenendo fuori dall'Impero i Greutungi. Finora Roma, quando concedeva l'ospitalità a migranti barbari, sparpagliava i nuovi arrivati, i cosiddetti dediticii, per tutto l'Impero per distruggere la loro coesione e renderli inoffensivi prevenendo così eventuali rivolte. Invece, questa volta, ai Goti furono concesse condizioni favorevoli: tutti i migranti si stanziarono in Tracia, luogo scelto da loro, invece di venire sparpagliati per tutto l'Impero.
I Goti, tuttavia, si trovarono presto in difficoltà perché si trovarono in carenza di cibo, e subirono vari maltrattamenti da parte degli ufficiali romani. Il generale Lupicino, constatando l'ostilità crescente dei Tervingi, decise di trasportarli più vicino a Marcianopoli; per attuare questa decisione, fu però costretto a sguarnire il Danubio di truppe, permettendo così ai Greutungi di attraversarlo senza permesso. Lupicino allora tentò di assassinare i capi goti durante un banchetto in loro onore, fallendo; ciò determinò la rivolta dei Goti, che iniziarono a devastare i Balcani orientali, infliggendo una prima sconfitta all'esercito di Lupicino. Valente, allarmato, inviò un ambasciatore in Persia per ottenere una pace a qualsiasi condizione, e iniziò ad inviare truppe armene nei Balcani, truppe però insufficienti per annientare i Goti.
Giunto a una pace sfavorevole con i Persiani, Valente poté portare il grosso del suo esercito nei Balcani per porre finalmente fine ai saccheggi dei Goti, a cui nel frattempo si erano uniti alcuni contingenti di Unni e Alani. Giunto a Costantinopoli, Valente attese in quel luogo l'arrivo delle truppe di Graziano, imperatore d'Occidente. Graziano, però, tardava ad arrivare perché impegnato a respingere una incursione degli Alemanni e dei Lentiensi, che intendevano approfittare dello sguarnimento del limes renano, reso necessario dalla necessità di portare rinforzi a Valente, per invaderlo. Prima che Graziano arrivasse, inoltre, Valente venne informato da spie che i Goti erano solo 10 000, una notizia però falsa. Pensando di essere in superiorità numerica e non volendo condividere la gloria di una vittoria con Graziano, Valente imprudentemente affrontò i Goti a Adrianopoli, perdendo e venendo ucciso in battaglia (378).
La vittoria di Adrianopoli permise ai Goti di aver via libera nei Balcani, mentre un successore di Valente venne eletto solo nel 379. Il nuovo Imperatore, Teodosio, ricostruì l'esercito di campo orientale, che affrontò i Goti in uno scontro aperto nel 380, uscendone di nuovo sconfitto. Fu così che l'Imperatore d'Oriente fu costretto a ricorrere alla diplomazia, concedendo ai Goti in cambio della pace lo status di Foederati e terre da coltivare (382).
I foederati mantenevano una certa autonomia dall'Impero, non pagando tasse all'Impero, e, in cambio di un compenso - in denaro o tramite concessione di terre (hospitalitas) -, avrebbero servito l'Impero contro gli altri barbari. Tale sistema costituiva in realtà un'arma a doppio taglio in quanto non faceva altro che sostituire l'"invasione violenta" con quella "pacifica", e avrebbe potuto portare i barbari a distruggere dall'interno l'Impero. Numerosi capi germanici ebbero accesso alle più alte cariche militari (ad esempio Gainas divenne magister militum praesentalis e Alarico magister militum per Illyricum).
Il retore Temistio si augurava che i Goti sarebbero stati presto assimilati alla cultura romana, com'era accaduto già in passato con i Galati, e che quindi non sarebbero stati più una minaccia per l'Impero, ma si sbagliava di grosso. I Tervingi e i Greutungi, che (secondo Heather) poi si sarebbero uniti formando il popolo dei Visigoti, si sarebbero ritagliati presto un loro regno indipendente in Gallia e in Hispania e avrebbero contribuito alla caduta dell'Impero romano d'Occidente.

#### Le guerre civili (383-394)
Nel 383, l'Imperatore Graziano, essendosi attirato l'odio dell'esercito per aver arruolato come Foederati dei guerrieri Alani, pagandoli di più rispetto alle truppe regolari, dovette affrontare una seria rivolta dell'esercito di Britannia, il quale elesse imperatore Magno Massimo: l'usurpatore sbarcò con il suo esercito in Gallia e si confrontò in battaglia con il legittimo imperatore Graziano. Dopo una battaglia combattuta nei pressi di Parigi e durata cinque giorni, Graziano, a causa delle continue diserzioni che rinforzavano man mano l'esercito dell'usurpatore, fu costretto alla fuga verso l'Italia, inseguito dagli uomini di Massimo, condotti da Andragazio. Questi riuscì a raggiungere il fuggitivo Graziano nei pressi di Lugdunum, e lo uccise. Una volta ucciso il legittimo imperatore Graziano, l'usurpatore Massimo inviò un'ambasceria presso l'Imperatore Teodosio, proponendogli il riconoscimento e un'alleanza militare: Teodosio, pur riconoscendo seppur solo temporaneamente a Massimo una quota dell'Impero (la Gallia e la Britannia), stava già allestendo i preparativi per una guerra contro l'usurpatore.
Nel frattempo (387) l'usurpatore Massimo stava volgendo le sue mire sull'Italia, prefettura dell'Impero ancora governata dal giovane Valentiniano II, fratello di Graziano, ambendo a impadronirsi dell'intero Impero d'Occidente, e non solo delle province galliche. Tuttavia, essendo conscio che attraversare le Alpi sarebbe stato rischioso perché ben difendibili a causa dei passaggi stretti, decise di rinviare l'invasione dell'Italia. Nel frattempo Valentiniano II inviò un ambasciatore, Domnino, presso l'usurpatore, proponendo la continuazione della pace: Massimo sembrò accettare, e addirittura accettò di inviare parte del suo esercito in sostegno dell'esercito di Valentiniano II per aiutarlo a respingere le incursioni dei Barbari in Pannonia. Tutto ciò era però un tranello di Massimo, che così poté attraversare le Alpi senza trovare resistenza, entrando in Italia e marciando verso Aquileia, con l'intento di deporre Valentiniano II. Quest'ultimo, temendo per la propria sorte, si imbarcò per Tessalonica, implorando il sostegno dell'Imperatore d'Oriente Teodosio contro l'usurpatore che ormai si stava impadronendo dell'Italia.
Dopo qualche esitazione, nel 388 Teodosio decise di intervenire contro l'usurpatore: affidato il comando della cavalleria a Promoto, e quello della fanteria a Timasio e puniti i foederati barbari sospettati di essere stati corrotti da Massimo per tradire Teodosio durante la campagna, condusse il suo esercito attraverso la Pannonia Superiore con obbiettivo Aquileia. Sconfisse l'esercito di Massimo nelle battaglie della Sava e di Poetovio, e si impadronì di Aquileia, catturando l'usurpatore mentre era nell'atto di distribuire denaro ai suoi soldati e ordinando la sua esecuzione. Il figlio dell'usurpatore, Vittore, fu anch'esso ucciso in Gallia da Arbogaste, generale di Teodosio, mentre Andragazio, mentre era in nave per intercettare la nave che stava trasportando Valentiniano II in Italia e così catturarlo, una volta appresa la notizia della sorte del suo superiore, decise di optare per il suicidio gettandosi in mare. Valentiniano II tornò in Italia via mare, e ricevette da Teodosio il possesso dell'Italia, della Gallia, della Spagna, della Britannia, dell'Africa e dell'Illirico occidentale.
Qualche anno dopo, tuttavia, una nuova guerra civile funestò l'Impero. Il 15 maggio 392 fu trovato impiccato l'imperatore d'Occidente Valentiniano II nella sua residenza a Vienne, nella Gallia. Arbogaste, comandante dell'esercito romano di origini franche e reggente di Valentiniano, sostenne la tesi che l'Imperatore si fosse suicidato, perché impossibilitato a governare effettivamente l'impero avendolo il generale franco privato di ogni potere effettivo; ben presto, però, si diffuse la versione secondo la quale Valentiniano sarebbe stato strangolato dagli eunuchi della camera da letto per ordine di Arbogaste che poi avrebbe fatto in modo che potesse sembrare un suicidio. Il 22 agosto dello stesso anno Arbogaste, con l'appoggio del Senato romano, dichiarò imperatore d'occidente Flavio Eugenio.
Eugenio inviò degli ambasciatori a Teodosio, per ottenere da lui il riconoscimento come Imperatore d'Occidente. Mentre Teodosio decise di prendersi del tempo prima di rispondere all'ambasceria, avvenne una cena turbolenta tra i foederati goti dell'Impero. Zosimo narra che tra i Goti erano sorte due fazioni opposte: una antiromana, condotta da Eriulfo, riteneva che bisognasse rompere il trattato di alleanza con l'Impero e invaderlo, mentre invece l'altra fazione, filoromana, condotta da Fravitta, riteneva che bisognasse continuare a rispettare i patti stretti con Roma. Dopo un violento litigio con Eriulfo mentre i Goti erano a banchetto con Teodosio, Fravitta lo aggredì e lo uccise: i seguaci di Eriulfo provarono a vendicare l'assassinio del loro capo aggredendo Fravitta, ma in difesa di quest'ultimo intervennero le guardie imperiali, i quali repressero il tumulto.
Dopo alcune incertezze, l'imperatore d'oriente Teodosio I decise di non riconoscere il nuovo imperatore d'occidente, nominando al suo posto nel gennaio del 393 il proprio figlio di otto anni Onorio e optando quindi per la guerra. Teodosio affidò il comando dell'esercito romano a Timasio e a Stilicone. Gli alleati barbari furono posti sotto il comando di Gainas e Saul, a cui si aggiunsero le truppe di Bacurio, comandante ibero. Affidato il governo dell'Impero d'Oriente a suo figlio Arcadio, sotto la tutela del prefetto del pretorio d'Oriente Rufino, Teodosio partì con l'esercito alla volta dell'Italia.

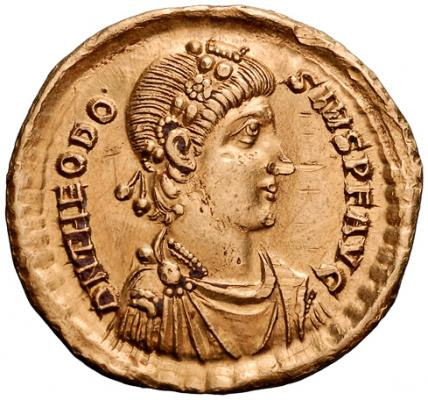
Teodosio, vincitore della battaglia, divenne l'ultimo imperatore dell'Impero unificato.

Nella battaglia del Frigido l'Imperatore ebbe la meglio sull'usurpatore: secondo Zosimo, Teodosio ritenne maggiormente prudente schierare in prima fila gli alleati barbari, e che il massacro fu tale che molte delle truppe alleate di Teodosio furono massacrate, mentre gli altri comandanti sfuggirono a stento dallo stesso destino. Secondo la versione di Zosimo, tratta presumibilmente da Eunapio e sfavorevole a Teodosio (a cui Zosimo e Eunapio erano ostili, essendo pagani), quando giunse la notte e gli eserciti si ritirarono, Eugenio, ormai sicuro della vittoria, concesse ai soldati il riposo, non temendo un attacco a sorpresa di Teodosio. Mentre i soldati di Eugenio stavano ancora riposando, l'Imperatore Teodosio ne approfittò sferrando un attacco a sorpresa all'alba con tutte le sue forze: dopo aver massacrato i soldati di Eugenio mentre stavano ancora riposando, Teodosio procedette quindi alla tenda di Eugenio, che fu catturato e punito con la decapitazione. La versione cristiana della battaglia, tramandata da Orosio e da altri scrittori ecclesiastici, sostiene invece che Teodosio vinse la battaglia senza tradimenti ma con pieno merito, grazie all'intervento provvidenziale della bora, che sfavorì in modo decisivo i soldati di Arbogaste rispetto a quelli di Teodosio. Orosio nota, inoltre, a conferma della versione cristiana del provvidenziale intervento della bora come evento decisivo della battaglia, che persino un poeta pagano come Claudiano fu costretto ad ammettere nei suoi versi che Teodosio vinse Arbogaste grazie alla bora. Arbogaste, dopo aver cercato rifugio tra le montagne e braccato ormai dalle forze imperiali, preferì il suicidio alla cattura.
L'Imperatore Teodosio, dopo il trionfo sull'usurpatore, giunto a Milano, si ammalò: fece arrivare da Costantinopoli suo figlio Onorio, già associato al trono a partire dal gennaio 393, e affidò il comando delle truppe occidentali a Stilicone, nominandolo reggente del figlio. Teodosio si spense poco tempo dopo, affidando l'Impero d'Occidente a suo figlio Onorio e l'Impero d'Oriente a suo figlio Arcadio.

### Il Crollo dell'impero romano d'Occidente (395–476)

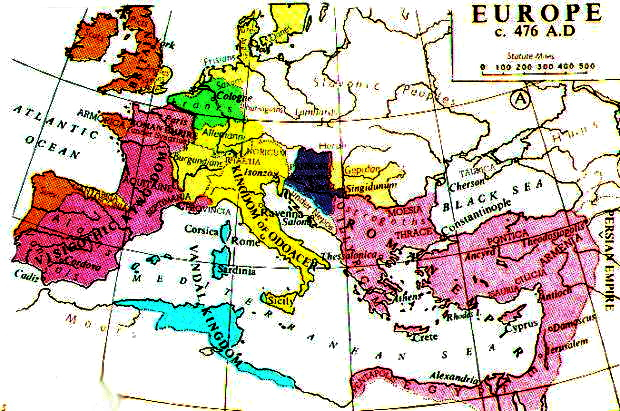
L'Europa nel 476, dal Muir's Historical Atlas (1911).

Sono state avanzate molte ipotesi per spiegare il declino dell'impero romano, e molte date sono state proposte per indicarne l'esatta fine, dall'inizio del suo declino nel terzo secolo alla caduta di Costantinopoli nel 1453. Da un punto di vista militare, tuttavia, l'impero cadde definitivamente dopo che fu dapprima invaso da vari popoli non romani e quindi deprivato del suo nucleo peninsulare per mano delle truppe germaniche in rivolta. Sia la storicità che le esatte date rimangono incerte, e alcuni storici negano che possa parlarsi di caduta dell'Impero. Rimangono perfino divergenti le opinioni sul se si debba considerarla un singolo evento oppure un lungo e graduale processo.
L'impero divenne col tempo sempre meno romanizzato e sempre più imbevuto di una nuova impronta germanica: anche se l'impero cedette di fronte all'invasione dei Visigoti, il rovesciamento dell'ultimo imperatore, Romolo Augusto, non fu compiuto da truppe straniere ma piuttosto da foederati germanici organici all'esercito romano.
In questo senso, non avesse rinunciato Odoacre al titolo di Imperatore, per dichiararsi invece "Rex Italiae", l'impero avrebbe potuto perfino dirsi conservato, perlomeno nel nome, ma non certo nella sua identità, ora profondamente mutata: non più romana, ma sempre più permeata e governata da popolazioni germaniche, ben prima del 476. I popoli di ascendenza romana furono nel quinto secolo "privati del loro ethos militare" e lo stesso esercito romano non divenne altro che un supplemento di truppe federate di Goti, Unni, Franchi e altri ancora che combattevano in suo nome.

#### Invasioni barbariche del V secolo

##### Onorio (395-423)

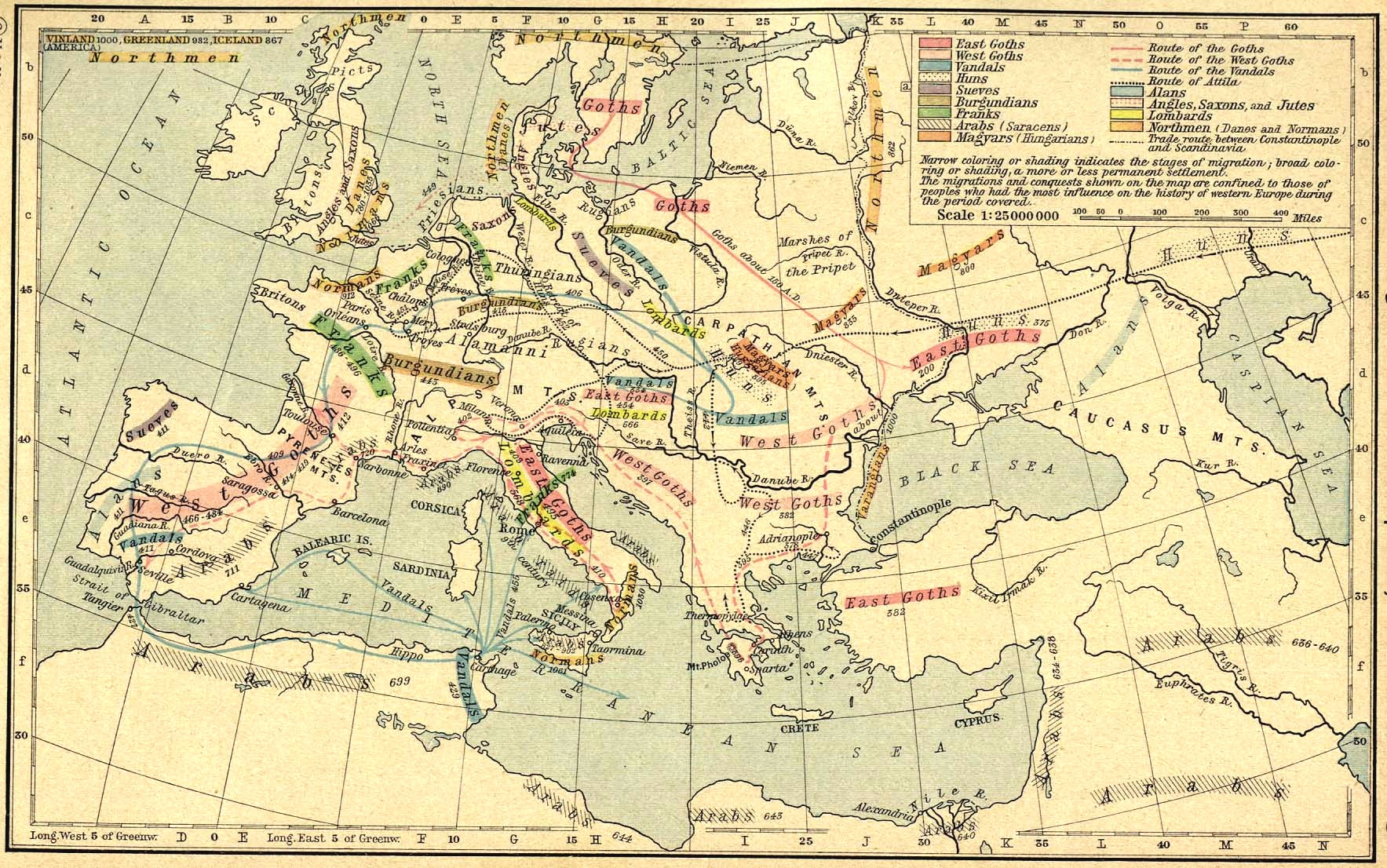
Le invasioni barbariche dal IV al VI secolo

L'estrema agonia di Roma iniziò quando, intorno al 395, i Visigoti si ribellarono. I foederati Visigoti che servivano nell'esercito romano, scontenti per le perdite subite nella battaglia del Frigido e lamentando l'interruzione dei sussidi, si rivoltarono eleggendo loro capo uno di loro, Alarico: costui aveva finora servito nell'esercito romano ed aveva anch'egli motivi per rivoltarsi, essendogli stata promessa da Teodosio I la carica di magister militum, promessa poi non mantenuta. Vi furono anche sospetti di collusione tra i Goti e il prefetto del pretorio d'Oriente Rufino, comunque non provati. Il resoconto di Zosimo sui saccheggi dei Goti di Alarico nei Balcani è ingarbugliato, e parrebbe aver fuso gli avvenimenti di due campagne distinte (una nel 395 e un'altra nel 396) in una sola: certo è, comunque, che i Visigoti tentarono di prendere Costantinopoli, ma, respinti, in compenso devastarono senza opposizione la Tracia e la Macedonia forse anche con la complicità di alcuni generali romani traditori. Alla fine Eutropio, il nuovo primo ministro di Arcadio, imperatore d'Oriente, fu costretto a nominare Alarico magister militum per Illyricum, pur di porre fine alla rivolta. Secondo Sinesio, oratore romano-orientale, era necessario che l'esercito tornasse ad essere veramente romano e non più composto in buona parte da truppe germaniche a rischio continuo di rivolta, ma Arcadio, almeno inizialmente, non gli diede ascolto. Nel 400 una reazione antigermanica scoppiata a Costantinopoli portò, tuttavia, alla rovina del goto Gaina (magister militum praesentalis) e all'espulsione dei Germani dall'esercito romano-orientale: i Germani furono in seguito riammessi nell'esercito d'Oriente, ma non più come foederati autonomi condotti dai propri capi tribali bensì come mercenari condotti da generali imperiali. I Visigoti, quindi, si spostarono ad Occidente.
Nel 402 assediarono Mediolanum, la capitale dell'imperatore romano Onorio, difesa da truppe gotiche. L'arrivo del romano Stilicone con il suo esercito, costrinse Alarico a togliere l'assedio e a dirigersi verso Hasta (Asti) nel nordovest dell'Italia, dove Stilicone lo attaccò nella battaglia di Pollenzo, conquistando l'accampamento di Alarico. Stilicone si offrì di restituire i prigionieri in cambio del ritorno dei Visigoti in Illyricum, ma Alarico, giunto a Verona, arrestò la sua ritirata. Stilicone attaccò di nuovo nella battaglia di Verona (403) e sconfisse nuovamente Alarico, costringendolo a ritirarsi dall'Italia.
Stilicone evitò comunque di dare il colpo di grazia ad Alarico, in quanto era convinto di poterlo tenere sotto controllo: sperava, infatti, di farne un valido alleato contro l'Impero d'Oriente. Due erano i motivi di disputa tra Stilicone e la corte di Costantinopoli: il primo era la pretesa da parte di Stilicone di essere stato nominato da Teodosio, sul punto di spirare, reggente non solo di Onorio ma anche di Arcadio, rivendicazione che non fu accettata dalla corte orientale; il secondo fu la disputa delle diocesi contese dell'Illirico Orientale, assegnate alla pars orientis ma che Stilicone rivendicava per l'Occidente romano. A tal fine, nel 405/406 strinse un'alleanza con Alarico, sobillandolo ad invadere l'Epiro, territorio appartenente all'Impero d'Oriente: Stilicone intendeva raggiungere Alarico in Epiro per condurre con il suo alleato visigoto una guerra civile contro l'Impero romano d'Oriente, in modo da costringerlo a cedere all'Occidente romano l'Illirico orientale. Secondo il giudizio severo di JB Bury, non annientando mai definitivamente Alarico nella speranza di renderselo alleato contro Costantinopoli, Stilicone commise un grave errore: i Goti di Alarico, infatti, che, per i giochi di potere di Stilicone, non erano stati annientati quando sarebbe stato possibile farlo, avrebbero poi saccheggiato Roma nel 410.

Ricostruzione degli spostamenti degli invasori della Gallia tra il 407 e il 409, basata su Peter Heather (2005)

I piani di Stilicone di raggiungere Alarico in Epiro furono, tuttavia, frustrati dalla notizia di nuove invasioni. Nel 405 gli Ostrogoti, condotti da Radagaiso, invasero la stessa Italia, ma furono sconfitti nella battaglia di Fiesole. Tuttavia, nel 406, varie tribù, probabilmente pressate da un ulteriore avanzamento verso occidente degli Unni, approfittarono del gelo per attraversare in massa la superficie ghiacciata del Reno: Vandali, Svevi, Alani e Burgundi sciamarono attraverso il fiume, incontrando una debole resistenza nel sacco di Moguntiacum (Magonza) e nel Sacco di Treviri, e aprendosi le porte alla completa invasione della Gallia. Nonostante questo grave pericolo, o forse proprio a causa di esso, l'esercito romano continuò ad essere dilaniato da usurpazioni nelle province galliche. I disastri che travolsero l'Impero d'Occidente si ritorsero contro Stilicone, il quale fu costretto dall'invasione della Gallia e dall'usurpazione di Costantino III ad annullare la spedizione contro Costantinopoli in alleanza con Alarico per l'annessione dell'Illirico Orientale. Come se non bastasse, Alarico avanzò minaccioso fino in Norico, minacciando i Romani che avrebbe invaso l'Italia nel caso non fossero stati pagati gli arretrati (4 000 libbre d'oro) per i suoi foederati Visigoti per tutto il tempo in cui si erano mantenuti inoperosi in Epiro in attesa dell'inizio della prevista campagna contro l'Impero d'Oriente. Stilicone convinse il senato ad accogliere la richiesta di Alarico, e intendeva ora impiegare i foederati Visigoti di Alarico in Gallia contro Costantino III, ma questi piani non poterono andare in porto in quanto Stilicone, accusato di tradimento per gli intrighi di Olimpio, fu giustiziato con tale accusa il 23 agosto 408.
Dopo essere diventato la personalità più influente nella corte di Onorio, ricevendo la carica di magister officiorum, Olimpio tentò di sbarbarizzare l'esercito romano-occidentale, con esiti disastrosi: ordinando infatti ai soldati romani di uccidere le famiglie dei soldati barbari che servivano nell'esercito romano e di saccheggiare i loro possedimenti, non fece altro che spingere 30 000 soldati barbari, un tempo al servizio di Roma, a passare dalla parte di Alarico per poter ottenere così la loro vendetta. Alarico, rinforzatosi di ulteriori 30 000 soldati che un tempo servivano Roma, poté quindi procedere ad invadere l'Italia senza trovare opposizione, anche grazie al fatto che l'Imperatore aveva congedato Saro, guerriero valoroso goto ma al servizio dell'Impero, e affidato l'esercito a generali inetti quali Turpilione e Vigilanzio. Alarico fu poi rinforzato da 40 000 schiavi in fuga da Roma e da un forte contingente di Goti provenienti dalla Pannonia e condotti dal cognato Ataulfo. Le mire di Alarico erano inizialmente queste: pretendeva che Onorio permettesse ai Visigoti di stanziarsi in qualità di foederati nelle province delle Venezie, del Norico e della Dalmazia, e che versasse loro un tributo in oro e in grano. Successivamente abbassò le sue pretese annunciando che si sarebbe accontentato semplicemente del Norico e di un tributo in grano. Ravenna non volle però negoziare con Alarico, rinunciando però anche a combatterlo, e così Alarico, spazientito da tutti i tentativi falliti di negoziazione, saccheggiò Roma il 24 agosto 410.

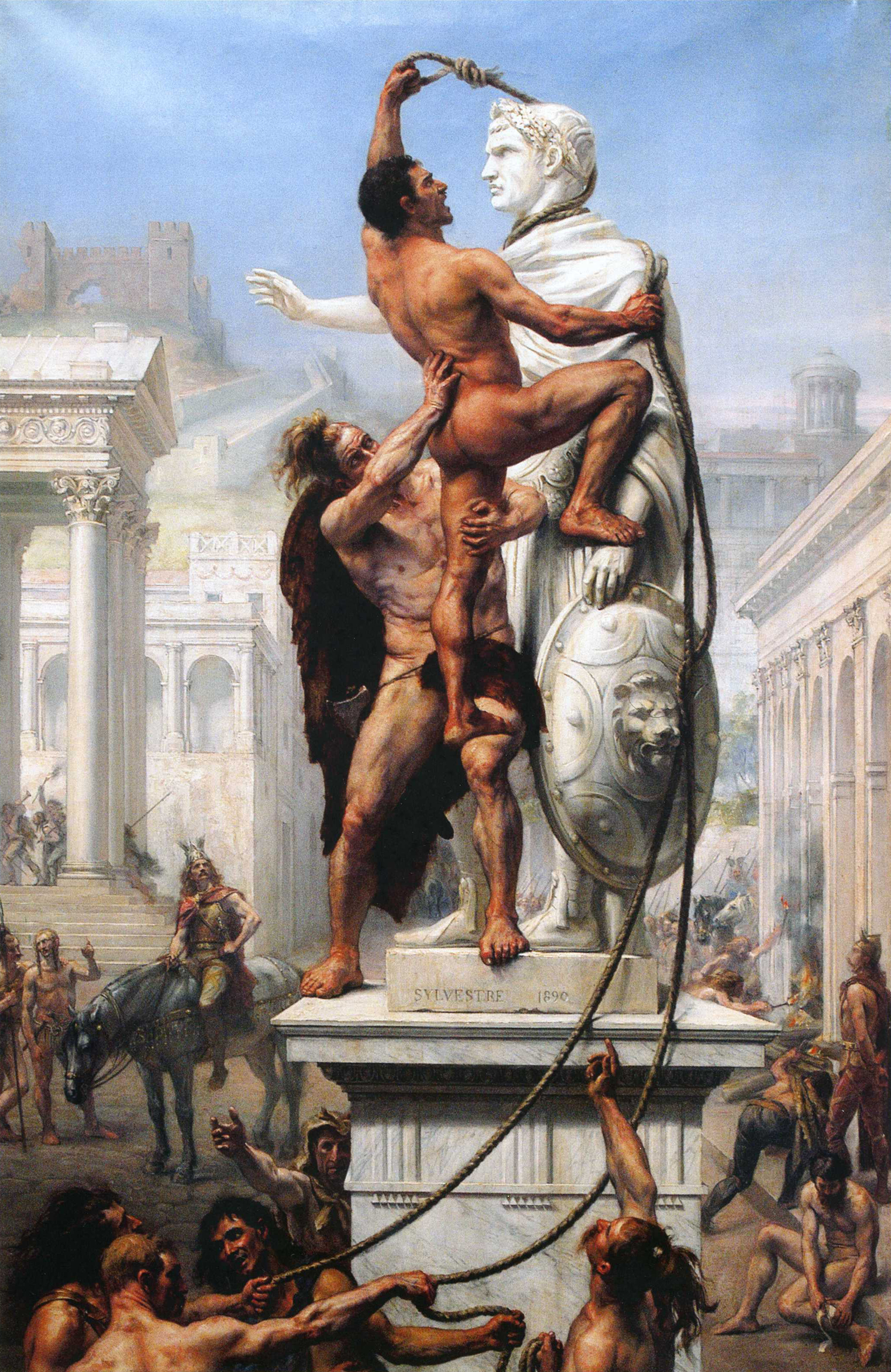
Raffigurazione del Sacco di Roma condotto dai Visigoti di Alarico I nel 410.

Fu in un questo clima tormentato che, nonostante i rovesci subiti, Alarico riuscì a mettere a segno il sacco di Roma. A quella data, già dal 402, la capitale imperiale si era trasferita a Ravenna, ma qualche storico candida il 410 quale possibile data della vera caduta dell'impero romano. Nel frattempo, mentre i Goti, sfumato il tentativo di sbarcare in Africa, risalivano la penisola per stabilirsi in Gallia e i Burgundi si stanziarono in parte della Gallia orientale, Svevi, Alani e Vandali (divisi in due tribù: Asdingi e Silingi) abbandonarono la Gallia per stanziarsi in Spagna, dove si spartirono le province tra loro (411). Nel 410, la Britannia si era resa indipendente dall'Impero, e intorno al 440-450 venne invasa dai Sassoni. Molta dell'Europa occidentale fu messa alle strette "da ogni genere di calamità e disastri", finendo in mano a Regni romano-barbarici capeggiati da Vandali, Svevi, Visigoti e Burgundi.
Nell'ultimo decennio del regno di Onorio il generale Flavio Costanzo tentò di risollevare le sorti dell'Impero e in parte ci riuscì. Sconfitti gli usurpatori nelle Gallie e ripristinata la concordia interna nell'Impero, Costanzo riuscì a giungere a un accordo con i Goti accettando il loro stanziamento come Foederati in Aquitania (418) e ottenendo in cambio il loro sostegno nelle lotte per la riconquista della Spagna contro Vandali, Alani e Svevi. Tra il 416 e il 418 le truppe romano-visigote inflissero pesanti sconfitte a Vandali Silingi e agli Alani, i cui superstiti furono costretti ad implorare la protezione dei Vandali Asdingi condotti dal re Gunderico, portando così alla formazione di una potente coalizione vandalo-alana sotto la guida della dinastia degli Asdingi. Nel frattempo i Visigoti vennero richiamati temporaneamente in Aquitania, dando il tempo alla nuova coalizione di recuperare forze. La controffensiva romano-visigota riprese nel 422, ma questa volta la coalizione vandalo-alana, stanziatisi in Betica (Spagna meridionale) uscì vincitrice nello scontro, forse a causa di un presunto tradimento dei Visigoti tramandato da una fonte ostile ad essi.
In conclusione, durante il regno di Onorio (395-423) gran parte della Spagna venne occupata da Vandali, Alani e Svevi, mentre in Gallia si stanziarono in piccole enclavi Visigoti e Burgundi, la Britannia si staccò dall'Impero e in Armorica insorsero i contadini briganti Bagaudi; ciò provocò la perdita del gettito fiscale proveniente da quelle province. Inoltre le regioni non occupate dai Germani in Gallia, Spagna e Italia subirono danni ingenti a causa delle devastazioni provocate dalla guerra e di conseguenza anche il loro gettito fiscale, che era necessario per il mantenimento di un potente esercito, diminuì. Si stima che la lotta contro gli invasori germanici nel periodo tra il 395 e il 420 abbia portato all'annientamento del 47,5% circa dei reggimenti comitatensi occidentali, perdite che dovettero essere colmate principalmente con la promozione a comitatensi di numerose truppe di frontiera, più che con il reclutamento di nuove leve di soldati di prima classe. Cosicché nonostante l'esercito campale occidentale nel 420 fosse addirittura più grande numericamente rispetto al 395 (181 reggimenti contro i 160 ca. del 395), era in realtà più debole perché il numero dei reggimenti di "veri" comitatensi era calato da 160 a 120. Le lotte politiche negli anni successivi contribuirono successivamente a un ulteriore peggioramento della situazione.

##### Valentiniano III (423-455)
Gli anni dal 423 al 433 furono caratterizzati da lotte interne per il potere che contribuirono al peggioramento della situazione. Dopo il decesso di Onorio fu eletto Imperatore Giovanni, che però non ottenne l'approvazione dell'Impero d'Oriente, che appoggiava invece come candidato Valentiniano, il figlio della sorella di Onorio, Galla Placidia. Su pressioni esercitate da Galla, l'Imperatore d'Oriente Teodosio II allestì una spedizione in Italia per rovesciare Giovanni e porre sul trono il piccolo Valentiniano. La spedizione ebbe successo e il 23 ottobre 425 Valentiniano venne incoronato Augusto sotto la reggenza della madre Galla Placidia. Ciò non pose però fine all'instabilità politica, data la lotta per il potere tra i tre massimi generali dell'Impero, Ezio, Bonifacio e Felice. La lotta si concluse nel 433 con la vittoria di Ezio, che eliminò i due rivali e ottenne il controllo dell'Impero romano d'Occidente.

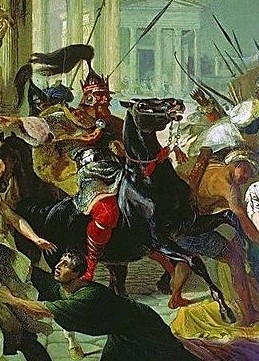
Genserico, re dei Vandali.

Dell'instabilità politica e della paralisi del potere centrale approfittarono i Vandali rafforzati dall'unione con gli Alani. Tra il 425 e il 428 la Spagna meridionale e le Isole Baleari furono oggetto dei saccheggi dei Vandali. Questi, però, decisero di migrare nel Nord Africa principalmente perché più distante dagli insediamenti dei Visigoti alleati dei Romani e dunque più sicura a livello strategico. Nel 429 i Vandali, condotti dal nuovo re Genserico, sbarcarono a Tangeri in Mauritania Tingitana e da lì marciarono verso est in direzione di Cartagine. Sconfitte le forze romane condotte da Bonifacio, i Vandali minacciavano ormai da vicino la Proconsolare e la Byzacena, le province più prospere dell'Impero romano d'Occidente, dalle quali lo stato ricavava la maggior parte dei proventi. Deciso a difenderle, Ezio chiese aiuto all'Imperatore d'Oriente Teodosio II, il quale inviò Aspar in Africa per contenere l'avanzata vandala. La mossa costrinse i Vandali a negoziare: nel 435 i Vandali ottennero dall'Impero la Mauritania e parte della Numidia, mentre le province più prospere dell'Africa romana erano per il momento salve.
Contenuti i Vandali sfruttando l'aiuto dell'Impero romano d'Oriente, il magister militum Ezio decise di occuparsi della Gallia, riuscendo a fronteggiare efficacemente gli invasori barbarici grazie al supporto militare degli Unni (con cui aveva sempre avuto ottimi rapporti) ai quali tuttavia dovette cedere parte della Pannonia in cambio del loro aiuto: nel 436 i Burgundi, che minacciavano quello che oggi è il Belgio, furono massacrati dall'esercito romano-unno di Ezio, ridotti all'obbedienza e insediati intorno al lago di Ginevra; sconfisse poi i ribelli bagaudi in Armorica riconducendoli all'obbedienza, per poi sconfiggere (sempre nel 436), sempre con il sostegno degli Unni, i Visigoti ad Arelate, e a Narbona.
La scelta di Ezio di impiegare un popolo pagano come gli Unni contro i cristiani (seppur ariani) Visigoti trovò però l'opposizione di taluni, come il vescovo di Marsiglia Salviano, autore del De gubernatione dei ("Il governo di Dio"), secondo il quale i Romani, adoperando i pagani Unni contro i cristiani Visigoti, avrebbero perso la protezione di Dio. Gli autori cristiani furono soprattutto scandalizzati dal fatto che Litorio permettesse agli Unni non solo di compiere sacrifici alle loro divinità pagane e di predire il futuro attraverso la scapulimanzia, ma anche di saccheggiare in talune circostanze lo stesso territorio imperiale. Nel 439 Litorio arrivò alle porte di Tolosa, capitale del Regno visigoto e si scontrò con i Visigoti nelle vicinanze: nel corso della battaglia, però, fu catturato dai Visigoti, e ciò generò il panico tra i mercenari Unni, che vennero sconfitti e messi in rotta. Litorio fu giustiziato. La sconfitta e morte di Litorio spinse Ezio a firmare una pace con i Visigoti riconfermante il trattato del 418, dopodiché tornò in Italia, per l'emergenza dei Vandali, che proprio in quell'anno avevano conquistato Cartagine. Nel frattempo, almeno fino al 439, in Spagna la situazione era migliorata a causa della migrazione in Africa dei Vandali: infatti i territori abbandonati dai Vandali tornarono in mano imperiale, anche se rimanevano minacciati dagli Svevi insediatisi in Galizia.
Proprio nello stesso anno in cui Ezio era riuscito a porre un freno alle pretese dei Visigoti, una nuova catastrofe si abbatté sull'Impero romano d'Occidente. Genserico, approfittando delle poche truppe poste a difesa di Cartagine, invase le province di Byzacena e Proconsolare, occupando Cartagine (439). Teodosio II intervenne ancora una volta in aiuto dell'Impero d'Occidente inviando nelle acque della Sicilia una potente flotta che, coadiuvata dall'esercito di Ezio, avrebbe dovuto recuperare Cartagine. Tuttavia ciò comportò per l'Impero d'Oriente lo sguarnimento del limes danubiano, occasione che fu prontamente colta dagli Unni di Attila che invasero proprio in quel momento le province danubiane. Per fronteggiare questa invasione, Teodosio II fu costretto a richiamare la flotta nei Balcani, costringendo l'Impero occidentale a negoziare una pace sfavorevole con Genserico. Nel 442 l'Impero e Genserico firmarono un trattato di pace con cui i Vandali ottenevano Byzacena, Proconsolare e parte della Numidia, in cambio della restituzione ai Romani delle Mauritanie e del resto della Numidia, province però danneggiate da anni di occupazione vandala e che quindi non potevano più fornire un grande gettito fiscale. La perdita di province così prospere (e del loro gettito fiscale) fu un duro colpo per l'Impero romano d'Occidente, che trovatosi per questo motivo in serie difficoltà economiche fu costretto a revocare tutti i benefici fiscali di cui godevano le classi possidenti e a revocare tutti i decreti di esenzione o di riduzione fiscale emanati in precedenza. Questo tentativo di taglio delle spese e di massimizzazione delle entrate non si rivelò però sufficiente a tappare le perdite recate, cosicché, come si ammette in un decreto del 444, lo stato non era più in grado di mantenere un grosso esercito. Heather stima, in base a un calcolo matematico, che a causa della perdita del Nord Africa, lo stato dovette licenziare almeno 40 000 fanti o 20 000 cavalieri.
Approfittando del fatto che Ezio era impegnato contro i Vandali, gli Svevi sotto la guida del loro re Rechila ripresero l'offensiva in Spagna occupando, tra il 439 e il 441, Lusitania, Betica e Cartaginense. L'unica provincia romana in Spagna era ora la Tarraconense, dove però erano insorti i Bagaudi. Ezio non poté far molto per la Spagna, perché il suo principale alleato, gli Unni, era ora diventato un nemico a causa dell'ascesa di Attila: nel 446 comunque, inviò il generale Vito con un esercito "non trascurabile" rinforzato da truppe visigote in Spagna nel tentativo di recuperare Betica e Cartaginense, ma la spedizione si risolse in un insuccesso e il gettito fiscale dalla Spagna andò perduto.
Nel 451 Ezio guidò invece contro gli Unni di Attila un esercito composito, che includeva anche i precedenti nemici visigoti: grazie ad esso, nella battaglia dei Campi Catalaunici, inflisse agli Unni una sconfitta così sonora che essi in seguito, pur imperversando in razzie contro Concordia, Altinum, Mediolanum, Ticinum,, Aquileia e Patavium, mai più minacciarono direttamente Roma.
Pur essendo l'unico vero baluardo dell'impero, Ezio venne assassinato dalla stessa mano dell'imperatore Valentiniano III, in un gesto che indusse Sidonio Apollinare a osservare: "Ignoro, o signore, le ragioni della vostra provocazione; so solo che avete agito come quell'uomo che mozzi la mano destra con la propria sinistra". Valentiniano III finì poi assassinato in una congiura nel 455.

##### Crollo finale (455-476)

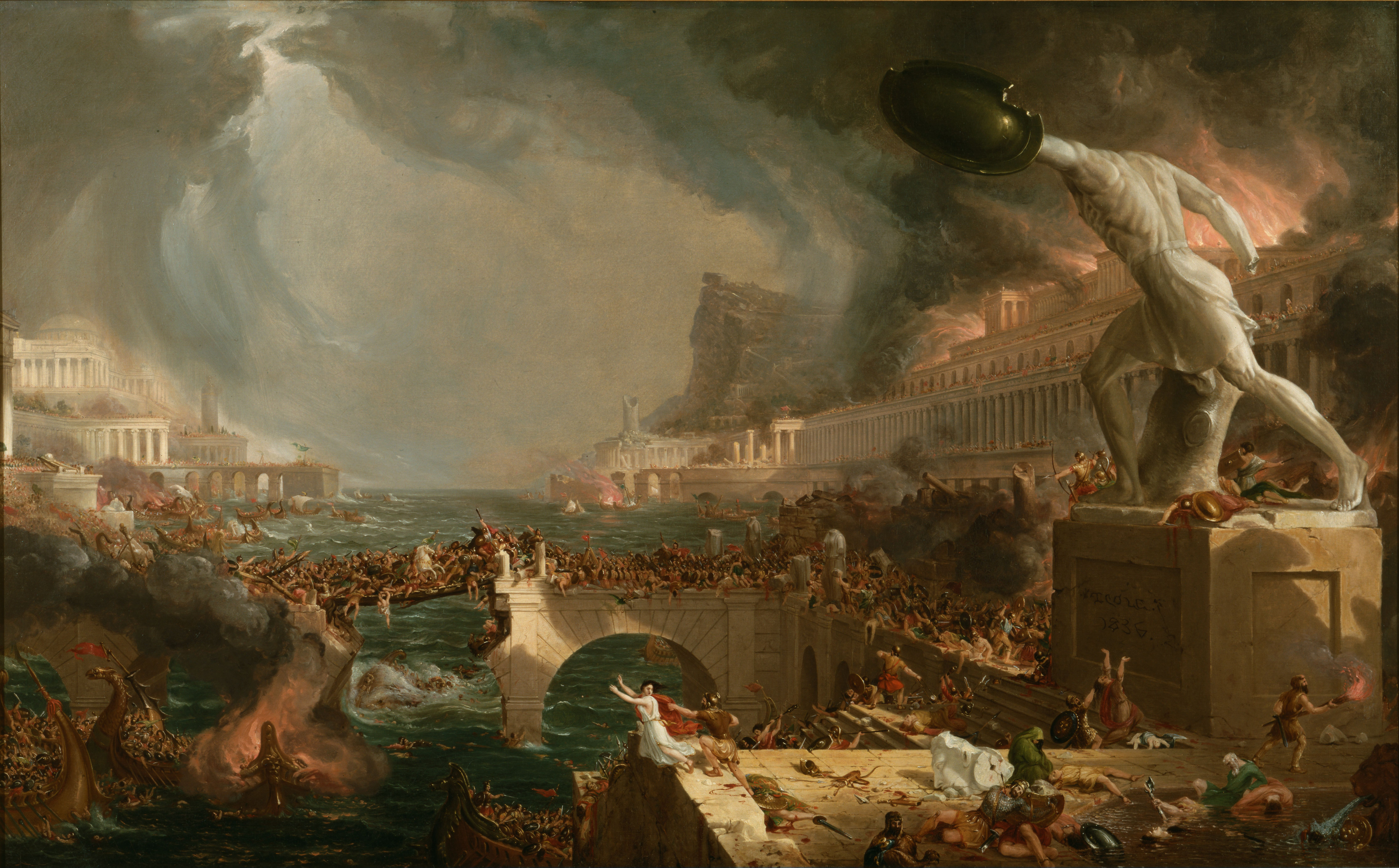
La distruzione dell'Impero romano, di Thomas Cole. Dipinto allegorico (ispirato molto probabilmente al sacco di Roma dei Vandali del 455), quarto della serie "Il corso dell'Impero" del 1836, oggi a New York, presso l'Historical Society.

Il nuovo Imperatore, Petronio Massimo, decise subito di inviare il magister militum per Gallias Avito dai Visigoti per proporre loro una nuova alleanza militare. La scelta di far maritare la principessa Eudossia, figlia di Valentiniano III, con suo figlio Palladio per legittimare la sua ascesa al trono, fece infuriare il re dei Vandali Genserico, il cui figlio Unerico era fidanzato con la stessa Eudossia in base al trattato del 442. I Vandali decisero di reagire con la forza: una flotta vandala sbarcò poco distante da Roma, che venne assaltata dai Vandali: espugnata, venne saccheggiata con molta più violenza rispetto al 410. Tra i prigionieri più illustri catturati dai Vandali in quella spedizione spiccarono la vedova e le figlie di Valentiniano oltre al figlio di Ezio. Più o meno nello stesso tempo i Vandali occuparono il resto dei possedimenti romano-occidentali in Africa e la Sicilia, la Sardegna, la Corsica e le Baleari.
Dopo l'uccisione di Petronio Massimo, durante l'assedio vandalo, Avito, con il sostegno dei Visigoti, marciò sull'Italia e riuscì a farsi eleggere Imperatore. Con Avito iniziò una nuova politica nei confronti dei Visigoti e degli altri migranti, resasi necessaria dal fatto che non si poteva più contare del sostegno degli Unni, il cui impero era sull'orlo del collasso, per combatterli (come aveva fatto, con qualche successo, Ezio). Non avendo più la forza militare per combatterli, non li si poteva più escludere dalla vita politica dell'Impero. L'inclusione dei gruppi barbari nella vita politica dell'Impero comportava però una maggiore instabilità interna perché comportava necessariamente un aumento delle forze in gioco in grado di designare un successore all'Impero e dunque una maggiore probabilità di lotte intestine nel caso non si fosse raggiunto un comune accordo sulla designazione di un successore.

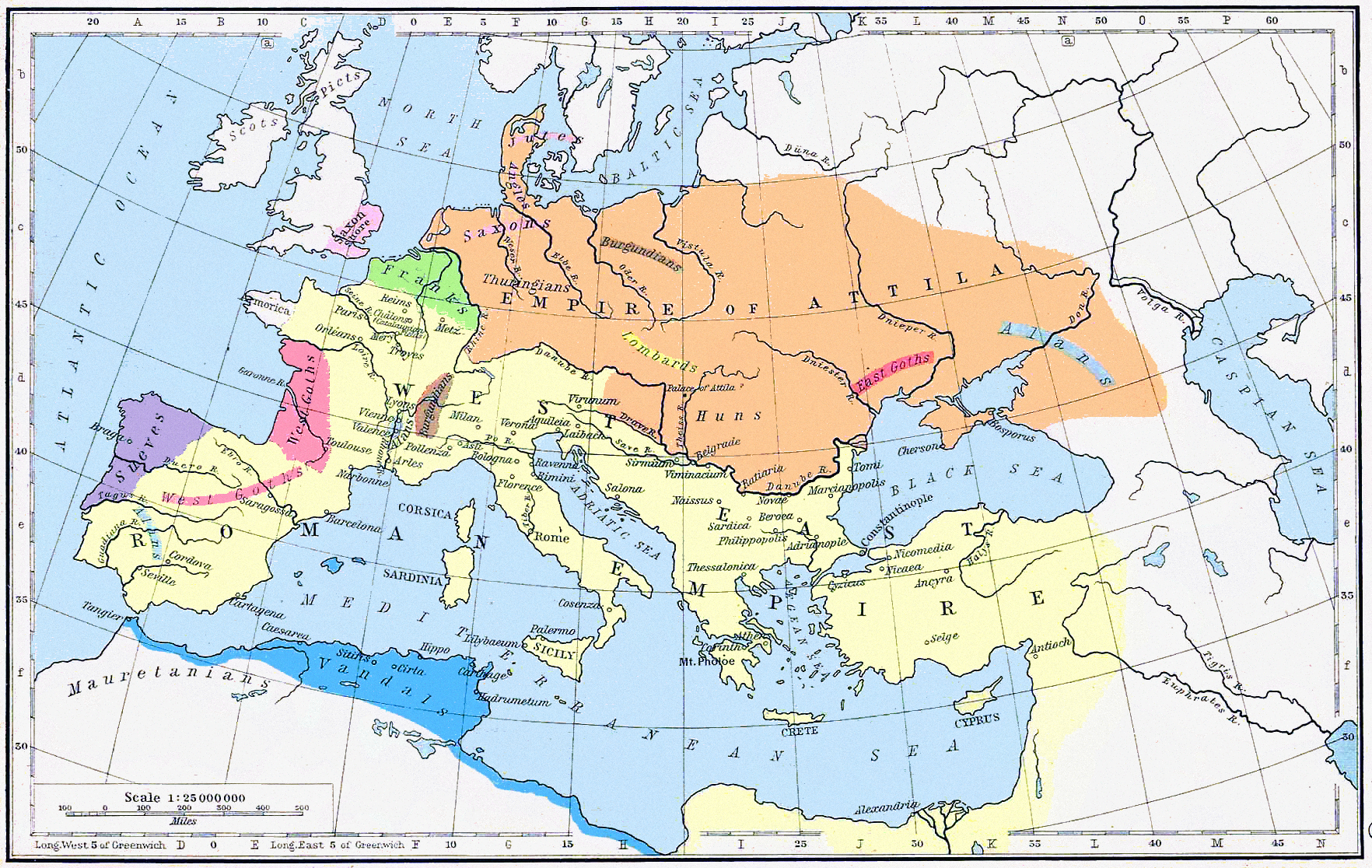
Cartina dell'Europa e dell'area mediterranea, dove sono messe in evidenza le popolazioni germaniche all'interno dell'impero romano. Nota: I Suebi, a differenza di quanto riportato nella cartina, nel 450 ca. occupavano anche la Betica e la Cartaginense.

In seguito all'alleanza tra Romani e Visigoti, questi ultimi ottennero dai Romani il permesso per combattere per conto dell'Impero gli Svevi che minacciavano la Tarraconense, l'unica provincia ispanica in mano imperiale. I Visigoti vinsero gli Svevi ridimensionandoli di parecchio saccheggiando però anche i cittadini romani e tenendosi per sé i territori tolti agli Svevi. Nel frattempo i Burgundi si espansero nella Valle del Rodano strappando varie città ai Romani. Avito non era inoltre ben visto dall'esercito italico e, approfittando del fatto che i Visigoti (i principali sostenitori di Avito) erano impegnati in Spagna contro gli Svevi, i generali Maggioriano e Ricimero rovesciarono Avito. Il vuoto di potere creatosi alimentò le tensioni separatiste nei vari regni barbarici che si stavano formando.

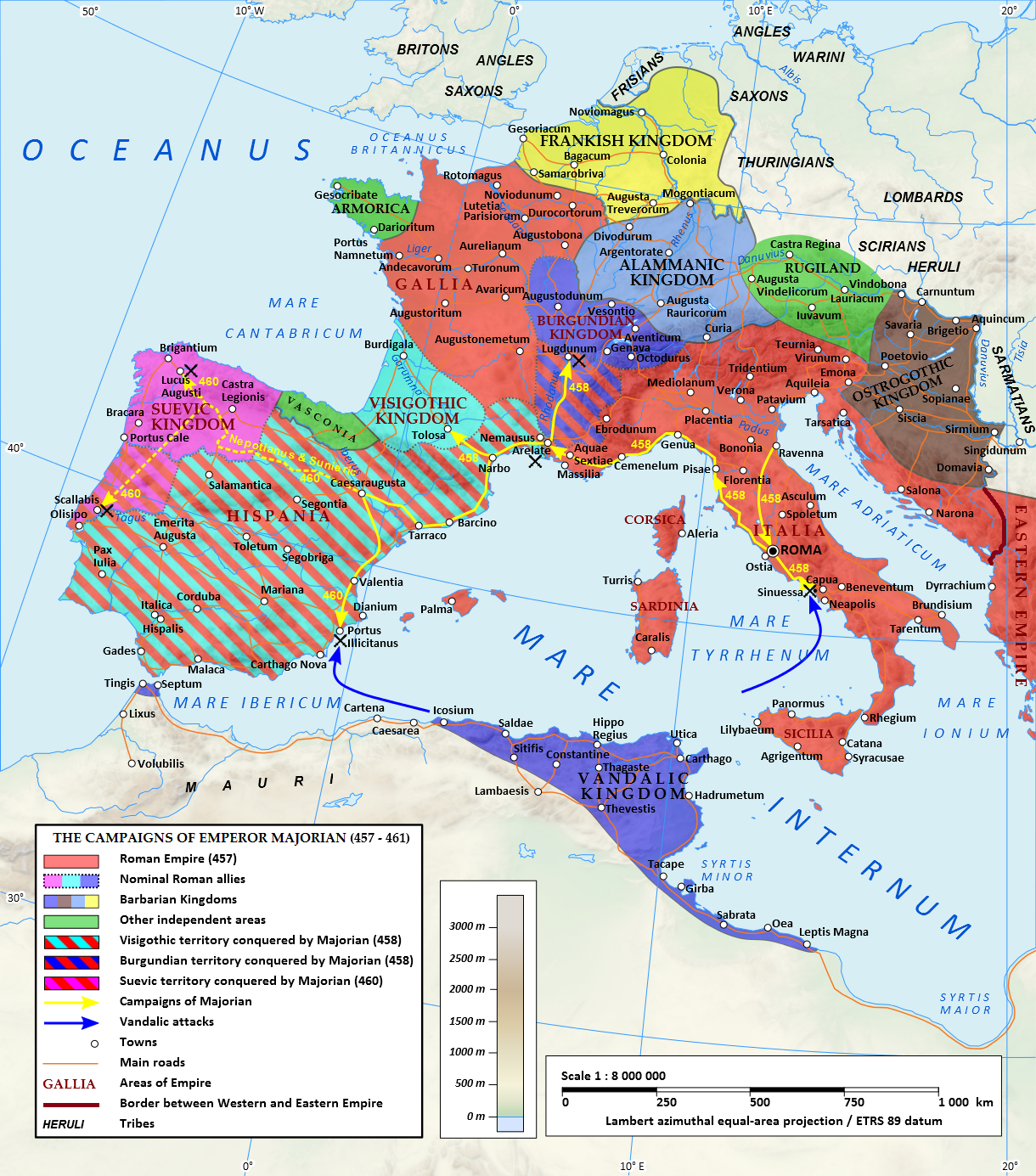
L'Impero romano d'Occidente sotto Maggioriano. Si noti come l'Illirico fosse solo nominalmente sotto il dominio dell'imperatore, mentre il potere effettivo era tenuto dal comes Marcellino; anche la Gallia e parte dell'Hispania erano di fatto, all'inizio del regno di Maggioriano, fuori dal controllo dell'imperatore, in quanto occupate dai Visigoti e dai Burgundi.

Venne nominato imperatore, quindi, Maggioriano che, appoggiato dal Senato, si impegnò per quattro anni in un'attenta e decisa azione di riforma politica, amministrativa e giuridica, cercando di eliminare gli abusi e impedire la distruzione degli antichi monumenti per impiegarne i materiali per l'edificazione di nuovi edifici. Uno dei primi compiti che il nuovo imperatore si trovò ad affrontare fu quello di consolidare il dominio sull'Italia e riprendere il controllo della Gallia, che gli si era ribellata dopo la morte dell'imperatore gallo-romano Avito; i tentativi di riconquista della Hispania e dell'Africa erano progetti in là nel futuro. Per prima cosa assicurò la sicurezza dell'Italia, sconfiggendo nell'estate del 458 un gruppo di Vandali sbarcato in Campania. In vista di una spedizione in Gallia, rinforzò l'esercito, assoldando un forte contingente di mercenari barbari comprendenti Gepidi, Ostrogoti, Rugi, Burgundi, Unni, Bastarni, Suebi, Sciti e Alani, oltre a riorganizzare due flotte, probabilmente quelle di Miseno e Ravenna, non intendendo sottovalutare la potenza militare della flotta vandala.
Nel tardo 458 Maggioriano portò il suo esercito, rafforzato dal contingente di barbari, in Gallia, scacciando i Visigoti di Teodorico II da Arelate, costringendoli a ritornare nella condizione di foederati e di riconsegnare la diocesi di Spagna, che Teodorico aveva conquistato tre anni prima a nome di Avito; l'imperatore mise il proprio ex-commilitone Egidio a capo della provincia, nominandolo magister militum per Gallias e inviò dei messi in Hispania ad annunciare la propria vittoria sui Visigoti e l'accordo raggiunto con Teodorico. Con l'aiuto dei suoi nuovi foederati, Maggioriano penetrò poi nella valle del Rodano, conquistandola sia con la forza che con la diplomazia: sconfisse infatti i Burgundi e riprese Lione dopo un assedio, condannando la città a pagare una forte indennità di guerra, mentre i Bagaudi furono convinti a schierarsi con l'impero. L'intenzione di Maggioriano era però quella di riconciliarsi con la Gallia, malgrado la nobiltà gallo-romana avesse preso le parti di Avito: significativo è il fatto che il genero dell'imperatore gallico, il poeta Sidonio Apollinare, ottenesse di poter declamare un panegirico all'imperatore (inizio di gennaio 459); sicuramente molto più efficace fu la concessione della esenzione dalle tasse alla città di Lione.
Maggioriano decise quindi di attaccare l'Africa vandalica. Genserico, temendo l'invasione romana, cercò di negoziare una pace con Maggioriano, il quale la rifiutò; il re dei Vandali decise allora di distruggere tutte le fonti di approvvigionamento nella Mauretania, in quanto riteneva che quello fosse il luogo dove Maggioriano e il suo esercito sarebbero sbarcati per invadere l'Africa, e fece fare delle incursioni alla propria flotta nelle acque vicine alla zona di sbarco. Intanto Maggioriano stava conquistando la Spagna: mentre Nepoziano e Sunierico sconfiggevano i Suebi a Lucus Augusti e conquistavano Scallabis in Lusitania, l'imperatore passò da Caesaraugusta (Saragozza), dove fece un adventus imperiale formale, e aveva raggiunto la Cartaginense, quando la sua flotta, attraccata a Portus Illicitanus (vicino ad Elche), fu distrutta per mano di traditori al soldo dei Vandali. Maggioriano, privato di quella flotta che gli era necessaria per l'invasione, annullò l'attacco ai Vandali e si mise sulla via del ritorno: quando ricevette gli ambasciatori di Genserico, accettò di stipulare la pace, che probabilmente prevedeva il riconoscimento romano dell'occupazione de facto della Mauretania da parte vandala.

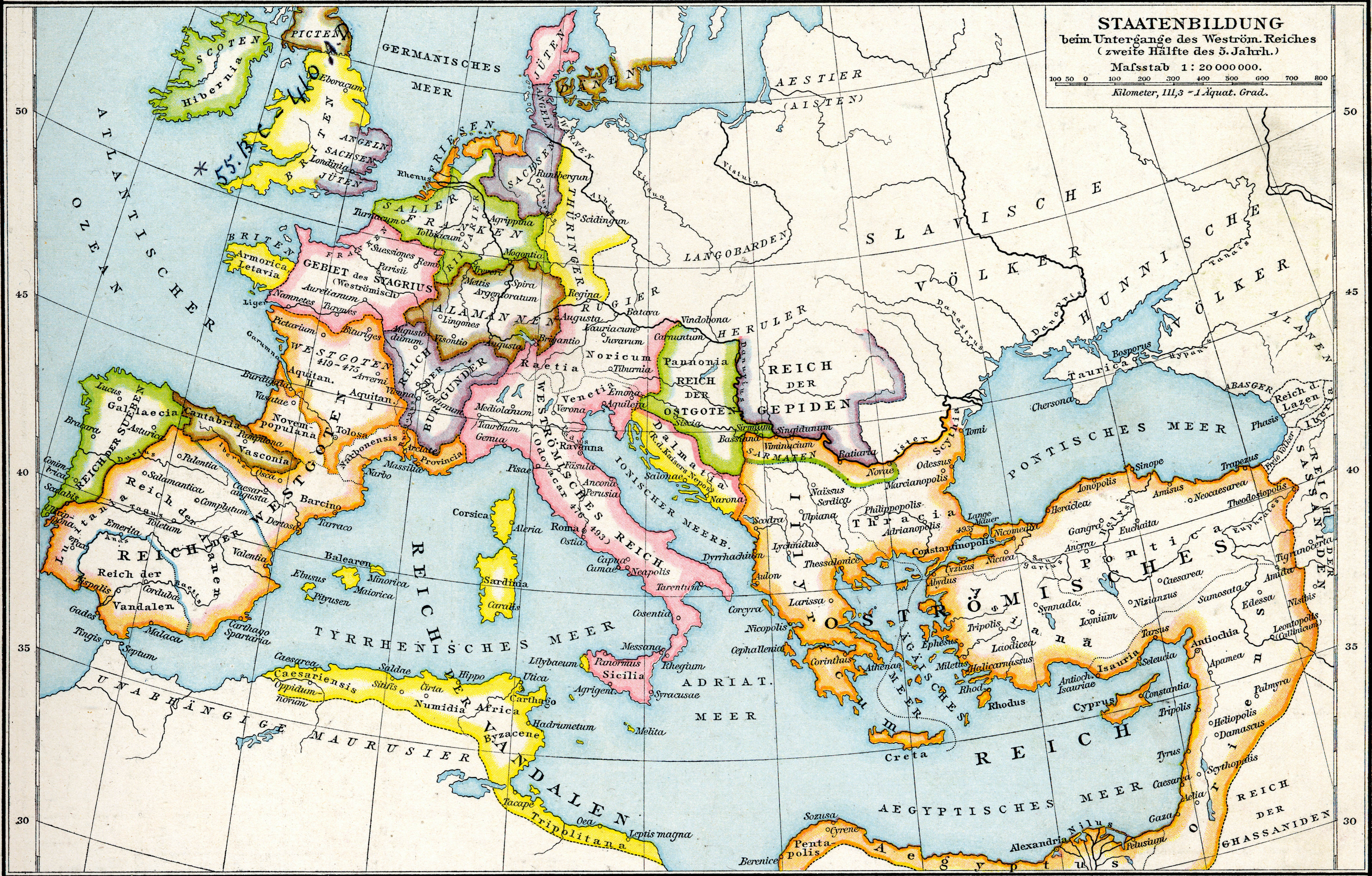
I regni romano-barbarici nel 476.

Il fallimento della spedizione comportò la deposizione di Maggioriano e la successione di numerosi imperatori fantoccio manovrati da dietro le quinte dal generale romano (ma di origini visigote) Ricimero. Ogni volta che un imperatore cambiava, l'Impero doveva venire a patti con le potenze federate affinché accettassero il nuovo imperatore come legittimo: per esempio Maggioriano fu costretto a cedere ulteriori città ai Burgundi, mentre qualche anno dopo Ricimero dovette consegnare Narbona ai Visigoti in cambio del riconoscimento di Libio Severo.
Genserico colse l'uccisione di Maggioriano come pretesto per rompere il trattato stretto con lui e invadere di nuovo l'Italia e la Sicilia. Il generale romano Marcellino si era all'epoca ritirato dalla Sicilia avendogli Ricimero portato via il nerbo dell'esercito: odiando Marcellino, infatti, Ricimero aveva profuso denaro ai soldati romani, quasi tutti mercenari unni, spingendoli a disertare da lui. Marcellino, costretto, pertanto, ad abbandonare la Sicilia per via delle insidie di Ricimero, ritornò in Dalmazia, che separò dall'Impero non avendo riconosciuto il nuovo Imperatore d'Occidente, Libio Severo. Essendo la Sicilia esposta ai saccheggi dei Vandali, l'Imperatore inviò un'ambasceria presso Genserico, intimandogli di rispettare il trattato stretto con Maggioriano, di restituire la libertà alla moglie e alle figlie di Valentiniano III e di guardarsi dal devastare la Sicilia e l'Italia meridionale. Genserico accettò unicamente, nel 462, di liberare Eudocia e Placidia, e solo dopo aver costretto Eudocia a sposare Unerico, ma non cessò di devastare l'Italia meridionale e la Sicilia: intendeva, infatti, ora ricattare l'Impero d'Occidente, costringendolo a nominare come Imperatore Olibrio, imparentato con Genserico in quanto marito di Placidia.
In quell'epoca l'Impero d'Occidente non doveva temere unicamente i Vandali, ma anche la rivolta di Egidio, il quale, forte dell'appoggio dell'esercito delle Gallie, aveva separato la Gallia dal resto dell'Impero, non riconoscendo il nuovo Imperatore Libio Severo: Egidio era, infatti, un uomo di fiducia di Maggioriano e, di conseguenza, non era disposto a riconoscere il nuovo regime responsabile della sua uccisione. Ricimero riuscì tuttavia a mettergli contro Visigoti e Burgundi, al prezzo di nuove pesanti concessioni territoriali (ai Visigoti cedette Narbona e ai Burgundi concesse di espandersi nella Valle del Rodano), per cui Egidio, intento a guerreggiare i Barbari nelle Gallie, non ebbe l'opportunità per invadere l'Italia. Anche Marcellino e l'Impero d'Oriente non riconobbero il nuovo Imperatore d'Occidente e si rifiutarono per tale motivo di prestargli soccorso contro i Vandali. E così, all'arrivo di ogni primavera, i Vandali procedevano a devastare indisturbati l'Italia meridionale e la Sicilia, come narrato da Prisco di Panion: 
(Prisco di Panion, Storia.)
L'Impero d'Oriente si rifiutava di prestare la flotta all'Impero d'Occidente, non solo perché non riconosceva come Imperatore legittimo Libio Severo, per cui non era disposta ad appoggiarlo, ma anche perché il trattato con i Vandali del 462, con cui l'Impero d'Oriente riotteneva la restituzione di Eudossia e Placidia, imponeva all'Impero d'Oriente di non intervenire contro i Vandali in appoggio all'Impero d'Occidente.
Ricimero, conscio che per invertire la tendenza di declino, avrebbe dovuto avere il sostegno dell'Impero d'Oriente, si rese conto di aver commesso un errore di valutazione nell'innalzare alla porpora Libio Severo, giacché non era riconosciuto dall'Imperatore d'Oriente. Per fortuna di Ricimero (o forse perché Ricimero stesso lo fece assassinare), Libio Severo perì nel 465. L'Imperatore d'Oriente Leone I, allora, si accordò con Ricimero: se fosse stato accettato come imperatore d'Occidente il "greco" Antemio, Leone I avrebbe aiutato l'Impero d'Occidente a recuperare l'Africa ai Vandali. Antemio arrivò a Ravenna nel 467, e fu riconosciuto imperatore sia in Gallia sia in Dalmazia. Il poeta romano-gallico Sidonio Apollinare gli dedicò un panegirico, in cui gli augurava il successo nella spedizione contro i Vandali.
Nel 467 Costantinopoli venne, pertanto, ancora una volta in aiuto dell'Impero occidentale nel tentativo di risollevarne le sorti: impose a Ricimero di accettare come nuovo Imperatore d'Occidente il "greco" Antemio e in cambio promise che l'avrebbe aiutato a recuperare l'Africa ai Vandali. Ricimero accettò e Antemio divenne imperatore d'Occidente il 12 aprile 467. L'Imperatore orientale Leone I mantenne la promessa all'Occidente: spese una grande somma di denaro per allestire un'enorme flotta che si sperava sarebbe stata in grado di annientare i Vandali. Purtroppo per i Romani, la spedizione si rivelò un disastro e l'Africa rimase in mano vandala.
Il fallimento della spedizione determinò nel giro di un decennio la caduta dell'Impero romano d'Occidente. L'Impero romano d'Oriente, rimasto a corto di soldi a causa delle grandi cifre spese per allestire la disastrosa spedizione contro i Vandali, non aveva più i mezzi per aiutare la metà occidentale e nel 474 firmò un trattato di pace con i Vandali, segno che abbandonava l'Impero d'Occidente al suo destino. Subito dopo il fallimento della spedizione del 468, inoltre, anche i Visigoti ripresero l'offensiva contro l'Impero. Il re visigoto Eurico aveva infatti compreso l'enorme debolezza dell'Impero e decise di approfittarne espandendosi a suo danno per costringerlo infine a riconoscere il regno visigoto come regno completamente indipendente da Roma. Tra il 468 e il 476 occupò tutta la Gallia a sud della Loira e a ovest della Provenza, oltre alla provincia di Tarraconense (473). Nel 476 il regno visigoto si estendeva ormai su quasi tutta la Gallia e la Spagna.
Nel 476, ciò che rimaneva dell'impero era completamente in mano a truppe germaniche federate (migrate in Italia in seguito al collasso dell'Impero unno) e quando queste si rivoltarono, guidate da Odoacre, e deposero l'ultimo imperatore Romolo Augusto non vi era più nessuno che potesse fermarle. A Odoacre toccò la parte dell'Impero che comprendeva l'Italia e le zone confinanti, mentre su altre porzioni regnarono Visigoti, i Franchi, i Burgundi, i Vandali ecc. L'impero romano d'Occidente era caduto, e le sue vestigia italiane avevano ormai ben poco della loro originaria natura romana.

## Conseguenze
Al posto dell'Impero romano d'Occidente si formarono numerosi regni romano-barbarici, in cui continuarono a sopravvivere determinati aspetti della civiltà romana. In Italia per esempio Odoacre prima e Teodorico poi lasciarono in vita le antiche istituzioni civili romane come il senato, il consolato, le magistrature civili come quella del prefetto del pretorio, del praefectus urbi ecc. L'Italia, sotto il regno ostrogoto di Teodorico (che distrusse quello di Odoacre per richiesta dell'Imperatore d'Oriente Zenone), ritrovò persino una relativa prosperità, con la costruzione di numerose opere pubbliche. Teodorico rispettò i sudditi romani tollerando la loro fede cattolica (Teodorico e i Goti erano ariani) e permettendo loro di assumere le magistrature civili (anche se la loro autonomia era limitata da un funzionario goto). L'esercito era accessibile, invece, di norma solo ai Goti.
L'Impero romano d'Oriente non aveva ancora rinunciato al possesso dei territori dell'Occidente romano finiti in mano barbara e, sotto il regno di Giustiniano, iniziò un'energica serie di guerre di riconquista. Dal 533 al 534 i Vandali vennero annientati e i loro territori annessi all'Impero romano d'Oriente, dal 535 al 554 anche gli Ostrogoti vennero vinti e l'Italia e la Dalmazia riconquistate dall'Impero; nel 554 una spedizione imperiale strappò anche la Spagna meridionale ai Visigoti. La guerra di riconquista in Italia fu però lunga e distruttiva e quando essa terminò, venti anni di conflitto continuo avevano ridotto l'Italia in pessime condizioni: Roma in particolare, la Città Eterna che un tempo contava un milione di abitanti e dominava il mondo, al termine del conflitto non contava più di 30 000 abitanti e doveva apparire come una città in rovina, con un solo acquedotto ancora in funzione dopo la distruzione degli altri e molti edifici rovinati. Anche il senato romano decadde e nel VII secolo era ormai scomparso.
Si giunse così ad un'epoca in cui rimase in piedi il solo Impero romano d'Oriente. Gli eventi bellici successivi dell'impero si compongono ora a formare un'altra storia militare, quella delle campagne dell'esercito bizantino.

### Fonti antiche
- Cassio Dione Cocceiano, Storia romana
  - Traduzione inglese su LacusCurtius di Bill Thayer
- Giordane, De origine actibusque Getarum
  - Testo latino su The Latin Library
  - Traduzione inglese dai Northern European Studies Texts della Northvegr Foundation
- Procopio, Storia delle guerre di Giustiniano
  - Testo greco dalla Patrologia Graeca del Migne
  - Versione inglese dal Progetto Gutenberg: I-VI degli 8 libri

### Letteratura storiografica moderna
- John Bagnell Bury, History of the Later Roman Empire, 1889 su LacusCurtius
- Norman Frank Cantor, Antiquity, Perennial Press, 2004, ISBN 0-06-093098-5
- Gerard Chaliand (ed.), The Art of War in World History, University of California Press, 1994, ISBN 0-520-07964-7
- Winston Churchill, A History of the English-Speaking Peoples, Cassell, 1998, ISBN 0-304-34912-7
  -  : Storia dei popoli di lingua inglese, 3. vol., Bur Rizzoli,
- Tony Clunn, In Quest of the Lost Legions, Arminius Publishing, 1999, ISBN 0-954-41900-6
- Arther Ferrill, The Fall of the Roman Empire: The Military Explanation, Thames and Hudson, 1988, ISBN 0-500-27495-9
- James Earle Fraser, The Roman Conquest Of Scotland: The Battle Of Mons Graupius AD 84, Tempus Publishing, 2005, ISBN 0-752-43325-3
- Edward Gibbon, The Decline and Fall of the Roman Empire (a stampa: Penguin Books, 1985, ISBN 0-14-043189-6)
  - it: Storia della decadenza e caduta dell'Impero romano. Traduzione a cura di Giuseppe Frizzi. Einaudi, 1987.
- Raymond W. Goldsmith, An Estimate of the Size and Structure of the National Product of the Early Roman Empire, Journal of the International Association for Research in Income and Wealth, 30, 1984
- Adrian Goldsworthy, In the Name of Rome: The Men Who Won the Roman Empire, Weidenfield and Nicholson, 2003, ISBN 0-297-84666-3
- Adrian Goldsworthy, The Punic Wars, Cassell & Co, 2000, ISBN 0-304-35284-5
- Adrian Goldsworthy, The Complete Roman Army, Thames and Hudson, 2003, ISBN 0-500-05124-0
- Michael Grant, The History of Rome, Faber and Faber, 1993, ISBN 0-571-11461-X
- Victor Davis Hanson, Carnage and Culture, Hanson Press, 2002, ISBN 0-385-72038-6
- Albert Harkness, The Military System Of The Romans, University Press of the Pacific, 2004, ISBN 1-410-21153-3
- Peter Heather, La caduta dell'Impero romano: una nuova storia, Milano, Garzanti, 2006, ISBN 978-88-11-68090-1.
- Tom Holland, Rubicon, Little Brown, 2003, ISBN 0-316-86130-8
- Boris Johnson, The Dream of Rome, Harper Press, 2006, ISBN 0-00-722441-9
- Arnold Hugh Martin Jones, The Later Roman Empire, Johns Hopkins University Press, 1964, ISBN 0-801-83285-3
- Robin Lane Fox, The Classical World, Penguin Books, 2005, ISBN 0-141-02141-1
  - it: Il mondo classico. Storia epica di Grecia e di Roma, Torino, Einaudi, 2007 ISBN 9788806183349
- Basil Liddell Hart, Scipio Africanus, Da Capo Press, 1994, ISBN 0-306-80583-9
  -  : Scipione Africano, Rizzoli, 1987 ISBN 8817166391
- Edward Luttwak, The Grand Strategy of the Roman Empire, Johns Hopkins University Press, ISBN 0-8018-2158-4
  -  : La grande strategia dell'impero romano, 1997, Bur Rizzoli, ISBN 9788817115414
- Philip Matyszak, The Enemies of Rome, Thames and Hudson, 2004, ISBN 0-500-25124-X
  -  : I grandi nemici di Roma antica, Newton Compton, 2008 ISBN 9788854108592
- Theodor Mommsen, The History of Rome
  -  : Storia di Roma antica, Sansoni, 2001 ISBN 8838318794
- Robert Franklin Pennell, Ancient Rome: From the earliest times down to 476 A. D.
- Giorgio Ravegnani, La caduta dell'Impero romano, Bologna, Il Mulino, 2012, ISBN 978-88-15-23940-2.
- Nigel Rodgers, The Roman Army: Legions, Wars and Campaigns: A Military History of the World's First Superpower From the Rise of the Republic and the Might of the Empire to the Fall of the West , Southwater, 2005, ISBN 1-844-76210-6
- Henry William Frederick Saggs, Civilization Before Greece and Rome, Yale University Press, 1989, ISBN 0-300-05031-3
- Antonio Santosuosso, Storming the Heavens: Soldiers, Emperors and Civilians in the Roman Empire, Westview Press, 2001, ISBN 0-8133-3523-X
- Bruce Trigger, Understanding Early Civilizations, Cambridge University Press, 2003, ISBN 0-521-82245-9
- Michael Wood, In Search of the First Civilizations, BBC Books, 1992, ISBN 0-563-52266-6
- George Patrick Welch, Britannia: The Roman Conquest and Occupation of Britain, Hale, 1963, OCLC 676710326